# Mujeres insumisas

Mujeres insumisas (Femmes insoumises) est un film mexicain réalisé par Alberto Isaac, sorti le 24 novembre 1995. Il a remporté deux Ariels d'argent et a reçu de nombreuses nominations.

## Synopsis
Fatiguées de leur vie de femmes soumises, Ema, Clotilde et Chayo laissent derrière elles leur ancienne vie, leurs maris et leurs enfants pour commencer de nouvelles aventures, qui les mèneront de Colima à Los Angeles.

## Fiche technique
- Scénario : Alberto Isaac
- Réalisation : Alberto Isaac
- Assistant réalisateur : Jaime Kuri
- Production : Televicine
- Producteur : Jaime Casillas
- Producteur exécutif : Manuel Cristino
- Photographie : Toni Kuhn
- Son : Alejandro Li-ho
- Musique : Walterio Pesqueira
- Direction artistique : María Teresa Pecanins
- Montage : Carlos Savage fils
- Durée : 105 minutes
- Format : Couleur
- Pays : Mexique

## Distribution
- Patricia Reyes Spíndola : Ema
- José Alonso : Felipe
- Lourdes Elizarrarás : Clotilde
- Regina Orozco : Chayo
- Juan Ruiz : Isabel
- Juan Claudio Retes : Homero
- Margarita Isabel : Rosa 4
- Héctor Ortega : Urtiz
- Miguel Ángel de la Cueva : Cuco
- Graciela Lara : La gitane
- Jorge Arau : Santos
- Angélica Guerrero : Cuca
- Lourdes Barajas : Azucena
- Paula Silva : Salomé
- Paco Gómez : Nacho

## Autour du film
Mujeres insumisas fut tourné en six semaines entre Comala, Guadalajara et Colima, la ville où Alberto Isaac passa son enfance. Ce sera le dernier film du réalisateur, essentiellement à cause de la crise économique que connut le Mexique à cette époque.

## Distinctions

### Récompenses
- 1996 : Ariel d'Argent de la Meilleure Actrice dans un Petit Rôle pour Margarita Isabel
- 1996 : Ariel d'Argent du Meilleur Montage pour Carlos Savage fils